# 契卡洛夫站 (聖彼得堡地鐵)
契卡洛夫站（羅馬化：Chkalovskaya）是聖彼得堡地鐵伏龍芝－海濱線的一個車站。車站的設計者是Alexander Konstantinov，Alexander Bystrov和rey Larionov，開通於1997年9月15日。站名由來於瓦列里·契卡洛夫。

## 外部連結
- https://web.archive.org/web/20070616043310/http://metro-spb.nwd.ru/Stations/5/l5_ck.htm